# 34-те командування особливого призначення
34-те головне командування особливого призначення (нім. Höheres-Kommando z.b.V. XXXIV) — спеціальне головне командування особливого призначення Сухопутних військ Вермахту за часів Другої світової війни.

## Історія
XXXIV-е головне командування особливого призначення було сформоване 23 жовтня 1939 у Кюстрині на території Генеральної губернії.

## Райони бойових дій
- Генеральна губернія (жовтень 1939 — червень 1941);
- СРСР (центральний напрямок) (червень 1941 — січень 1942).

## Командування

### Командири
- генерал від інфантерії Герман Мец (нім. Hermann Metz) (23 жовтня 1939 — 1 вересня 1941);
- генерал-лейтенант Фердинанд Шаль (нім. Ferdinand Schaal) (1 — 13 вересня 1941, ТВО);
- генерал від інфантерії Герман Мец (13 вересня — 23 грудня 1941);
- генерал від інфантерії Альфред Вегер (нім. Alfred Wäger) (23 грудня 1941 — 31 січня 1942).

## Бойовий склад 34-го командування особливого призначення
Формування управління, забезпечення та підтримки
- 12-та прикордонна рота зв'язку (Grenz-Nachrichten-Kompanie 12) (1939-1941);
- 14-та прикордонний мотоциклетний взвод зв'язку (Grenzschutz-Kradmeldezug 14) (1939-1941);
- 134-те артилерійське командування (Arko 134) (з березня 1941);
- 434-та рота зв'язку (Nachrichten Kompanie 434) (з березня 1941);
- 434-те команда постачання (Nachschubtruppen 434) (з березня 1941).

- 231-ша піхотна дивізія (231. Infanterie-Division);
- 239-та піхотна дивізія (239. Infanterie-Division).

- 68-ма піхотна дивізія (68. Infanterie-Division);
- 257-ма піхотна дивізія (257. Infanterie-Division).

- 68-ма піхотна дивізія;
- 257-ма піхотна дивізія;
- 262-га піхотна дивізія (262. Infanterie-Division).

- 132-га піхотна дивізія (132. Infanterie-Division);
- 294-та піхотна дивізія (294. Infanterie-Division).